# Melody Maker
Melody Maker ist ein inzwischen eingestelltes britisches Musikmagazin.
 Es war die älteste wöchentlich erscheinende Musik-Zeitschrift der Welt. Das 1926 gegründete Blatt war ursprünglich als Zeitschrift für Musiker geplant, konzentrierte sich später auf Jazz mit Max Jones als einem der führenden Autoren, dann ab den 1950ern langsam auf Rock ’n’ Roll und alle Stile, die sich daraus entwickelten.
Im Auflagenwettbewerb der 1970er mit dem New Musical Express erlangte der Melody Maker nur den zweiten Platz, erreichte aber trotzdem eine zirkulierende Auflage von 250.000 Stück. Im Jahr 2000 fusionierte er mit dem New Musical Express, wobei der NME Redaktion und Format behielt und einige Journalisten und Features des  Melody Maker übernahm.
Bei den deutschsprachigen Zeitschriften Poster Press, Pop und Pop Rocky gab es zeitweise deutschsprachige Beilagen, die aus dem Melody Maker übernommen wurden.